# Ferrari Tipo 500
Ferrari Tipo 500 je Ferrarijev dirkalnik Formule 1, ki je bil v uporabi v sezonah 1952 in 1953, ko je z njim oba svoja naslova osvojil Alberto Ascari.
Dirkalnik je bil zasnovan za Formulo 2, toda po umiku Alfe Romeo iz Formule 1 je prvenstvo Formule 1 v sezoni 1952 potekalo po pravilih Formule 2. Ferrari je edini že imel primeren dirkalnik, ki je imel štiri cilindrični motor nameščen za prednjo osjo, kar je pripomoglo k boljši razporeditvi teže dirkalnika.
Z izjemo prve dirke za Veliko nagrado Švice in Indianapolisa 500, kjer ni dirkal, je Ascari dobil vse preostale dirke v sezoni 1952, pa tudi Veliko nagrado Švice je dobil Ferrarijev dirkač Piero Taruffi.
Ferrari Tipo 500 je bil podobno uspešen tudi v sezoni 1953, kjer je z izjemo Indianapolisa 500, klonil šele na zadnji dirki za Veliko nagrado Italije, ki jo je dobil Juan Manuel Fangio z Maseratijem. Poleg petih zmag Ascarija sta za Ferrari po eno zmago dosegla še Nino Farina in Mike Hawthorn.
Ascari je z dirkalnikom Ferrari Tipo 500 zmagal na devetih zaporednih dirkah, rekord ki še danes ni premagan. Poleg tega je Ferrari Tipo 500 zmagal na vseh prvenstvenih dirkah na katerih je nastopil, razen ene, s čimer je statistično najuspešnejši dirkalnik v zgodovini Formule 1.